# Chépy
Cet article concerne la commune de la Somme. Pour la commune de la Marne, voir Chepy.
Chepy (Somme) redirige ici.

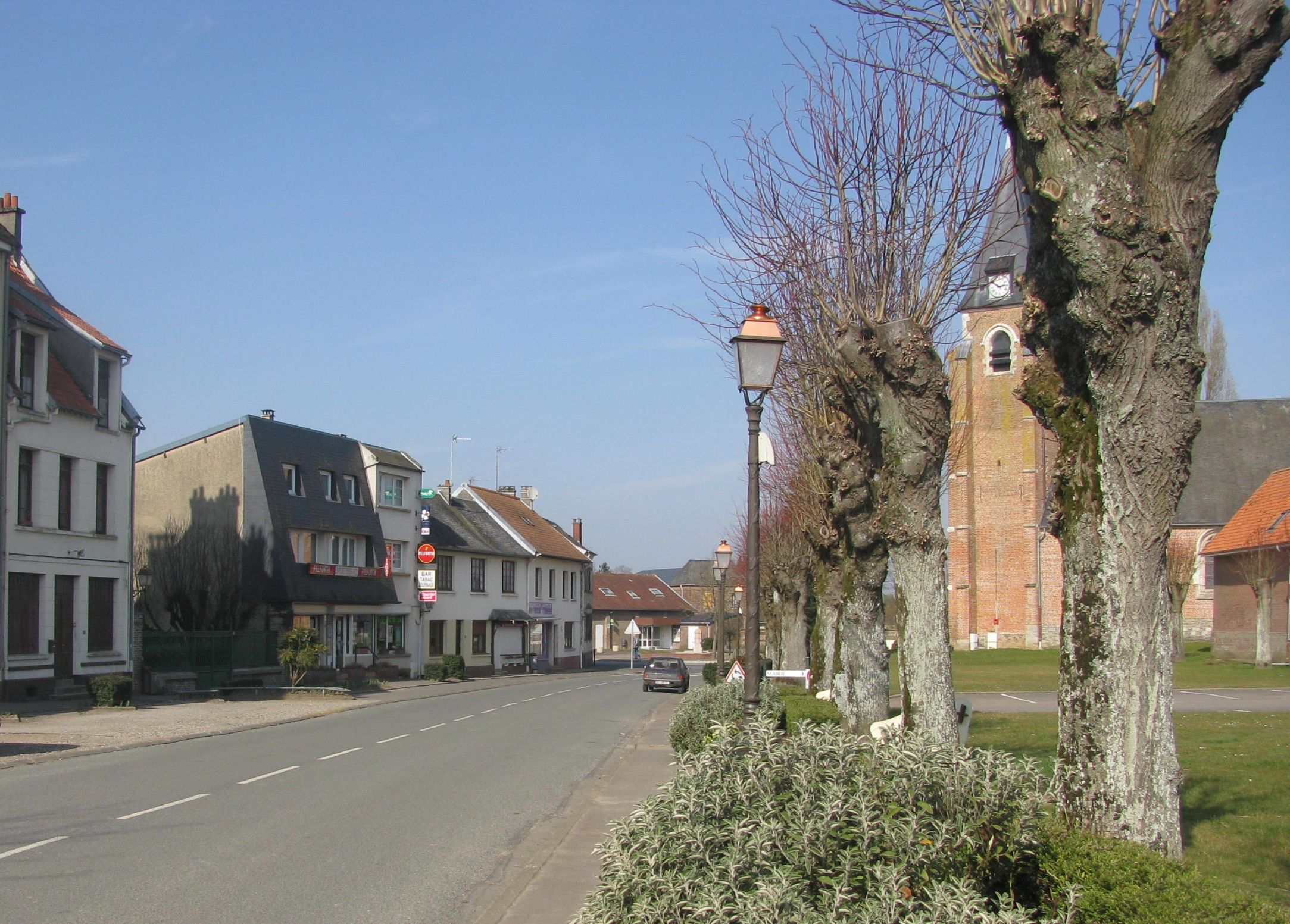
Place de Chépy.

Chépy, également nommé localement Chepy, est une commune française du nord de la France, située dans le département de la Somme, en région Hauts-de-France.
Depuis le 29 juillet 2020, la commune fait partie du parc naturel régional Baie de Somme - Picardie maritime.

## Géographie

### Localisation
Chépy est un village picard du Vimeu.
Limitrophe de Feuquières-en-Vimeu, la commune est située à 8 km au sud-est de Friville-Escarbotin , 14 km au sud-ouest d'Abbeville, 16 km au nord-est d'Eu-le-Tréport et à 50 km au nord-ouest d'Amiens à vol d'oiseau.
Le territoire de la commune est limitrophe de ceux de cinq communes.
Les communes limitrophes sont  Acheux-en-Vimeu, Aigneville, Feuquières-en-Vimeu, Franleu et Valines.

### Hydrographie
La commune est située dans le bassin Artois-Picardie. Elle n'est drainée par aucun cours d'eau.

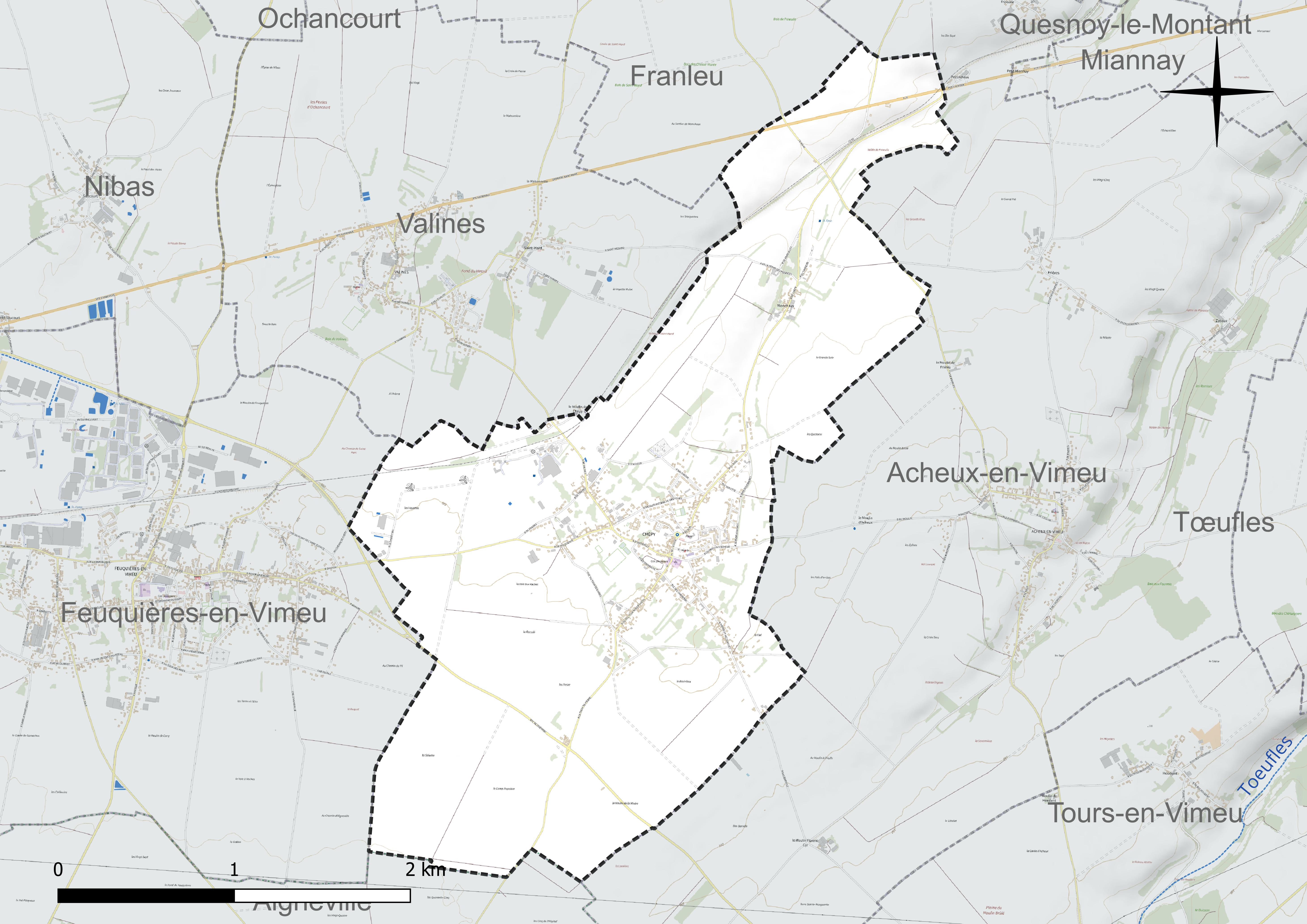
Réseau hydrographique de Chépy.

### Climat
Pour des articles plus généraux, voir Climat des Hauts-de-France et Climat de la Somme.
En 2010, le climat de la commune est de type climat océanique franc, selon une étude du CNRS s'appuyant sur une série de données couvrant la période 1971-2000. En 2020, Météo-France publie une typologie des climats de la France métropolitaine dans laquelle la commune est exposée à un climat océanique et est dans la région climatique Côtes de la Manche orientale, caractérisée par un faible ensoleillement (1 550 h/an) ; forte humidité de l'air (plus de 20 h/jour avec humidité relative > 80 % en hiver), vents forts fréquents.
Pour la période 1971-2000, la température annuelle moyenne est de 10,2 °C, avec une amplitude thermique annuelle de 13,5 °C. Le cumul annuel moyen de précipitations est de 863 mm, avec 12,6 jours de précipitations en janvier et 8,9 jours en juillet. Pour la période 1991-2020, la température moyenne annuelle observée sur la station météorologique la plus proche, située sur la commune d'Abbeville à 14 km à vol d'oiseau, est de 11,0 °C et le cumul annuel moyen de précipitations est de 806,2 mm,. Pour l'avenir, les paramètres climatiques de la commune estimés pour 2050 selon différents scénarios d'émission de gaz à effet de serre sont consultables sur un site dédié publié par Météo-France en novembre 2022.

## Urbanisme

### Typologie
Au 1er janvier 2024, Chépy est catégorisée bourg rural, selon la nouvelle grille communale de densité à sept niveaux définie par l'Insee en 2022.
Elle est située hors unité urbaine. Par ailleurs la commune fait partie de l'aire d'attraction de Friville-Escarbotin, dont elle est une commune de la couronne,. Cette aire, qui regroupe 33 communes, est catégorisée dans les aires de moins de 50 000 habitants,.

### Occupation des sols
L'occupation des sols de la commune, telle qu'elle ressort de la base de données européenne d'occupation biophysique des sols Corine Land Cover (CLC), est marquée par l'importance des territoires agricoles (88,2 % en 2018), une proportion identique à celle de 1990 (88,2 %). La répartition détaillée en 2018 est la suivante : 
terres arables (69,4 %), prairies (12,2 %), zones urbanisées (11,8 %), zones agricoles hétérogènes (6,6 %). L'évolution de l'occupation des sols de la commune et de ses infrastructures peut être observée sur les différentes représentations cartographiques du territoire : la carte de Cassini (XVIIIe siècle), la carte d'état-major (1820-1866) et les cartes ou photos aériennes de l'IGN pour la période actuelle (1950 à aujourd'hui).

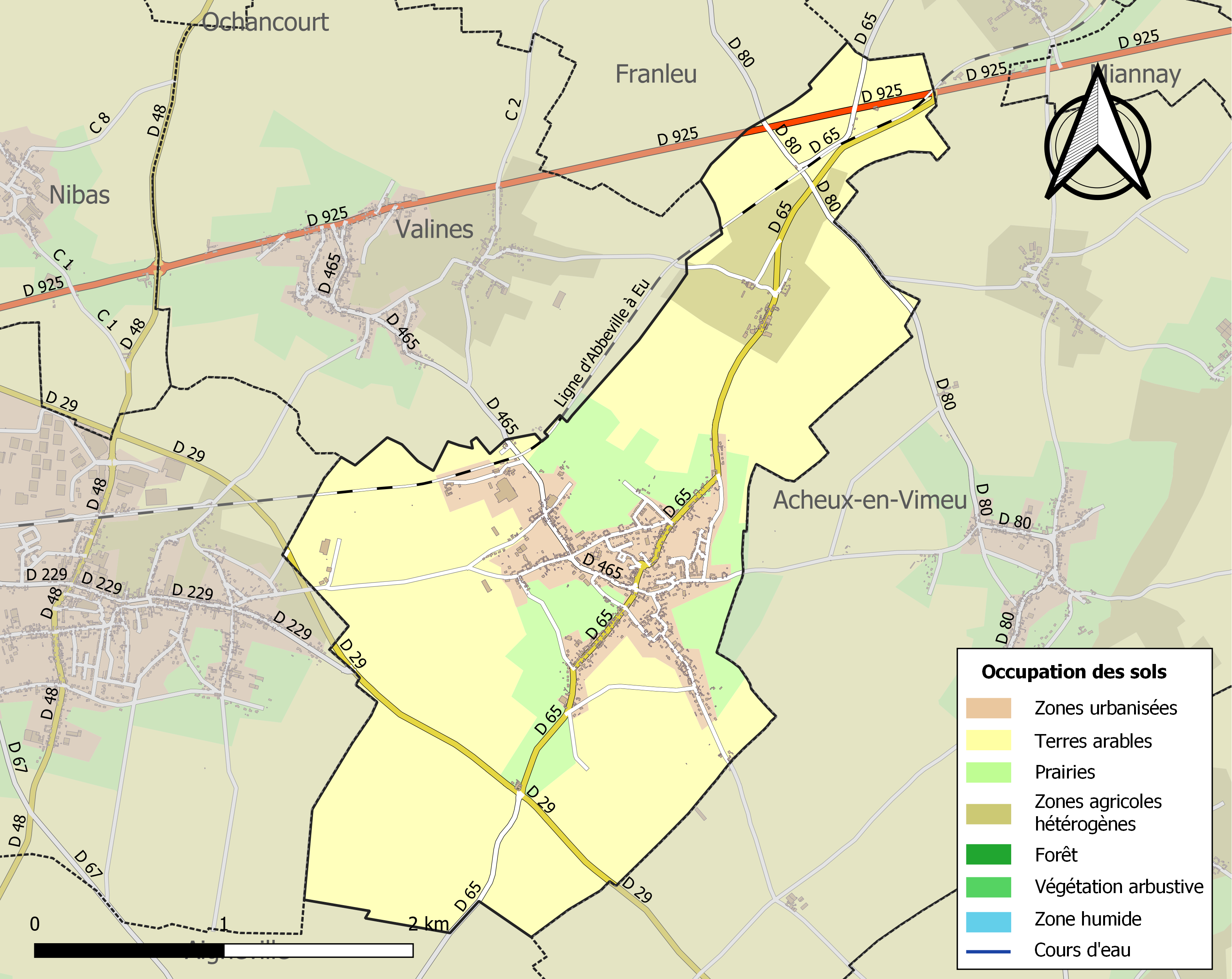
Carte des infrastructures et de l'occupation des sols de la commune en 2018 (CLC).

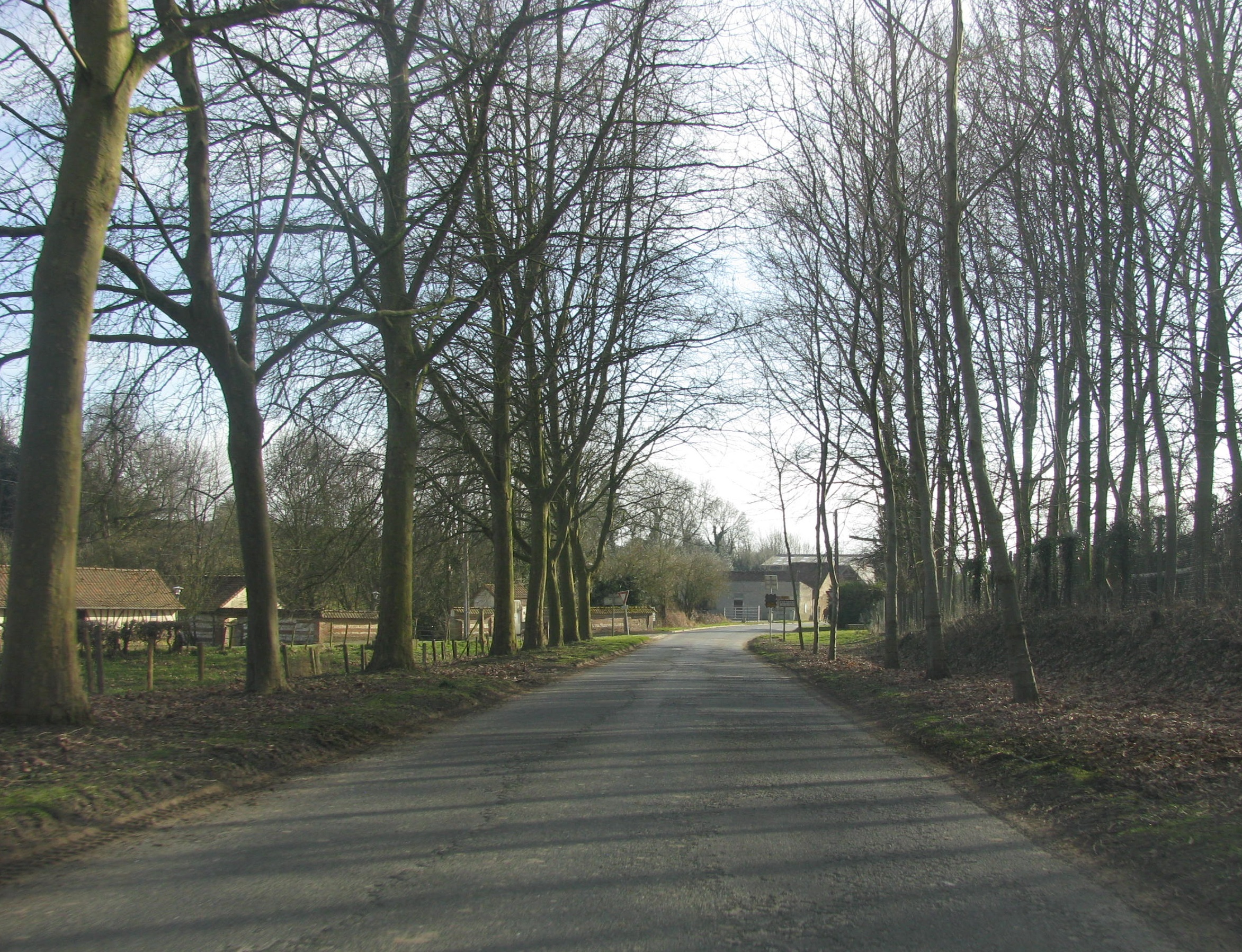
Entrée du hameau de Monchaux (commune de Chépy).

### Lieux-dits, hameaux et écarts
La commune compte un hameau : Monchaux.

### Voies de communication et transports
La commune est traversée par les routes départementales no 65, no 465 et la no 29, provenant de Oisemont.

## Toponymie
Le nom est attesté en 696[réf. nécessaire], puis Chepy en 1301 ; Chepi en 1337 ; Cheppy en 1452 ; Chepie en 1557 ; Ceppy en 1588.
En 2015, l'orthographe officielle du nom de la commune est « Chépy » comme précisé par le Code officiel géographique de la République française. D'après la plupart des habitants de la commune, l'orthographe et la prononciation « Chépy » seraient incorrectes et l'écriture et la prononciation « Chepy » /∫epi/ (cheupi) devraient être utilisées. À ne pas confondre avec Chepy dans la Marne.
Le nom de la commune en picard est Ch'py.

## Histoire
Village du Vimeu, il appartint à la Sénéchaussée du Ponthieu, le plus ancien des fiefs héréditaires du royaume des Francs.

### Époque préhistorique
Chépy fut anciennement habitée, et au temps le plus reculé de son histoire. La découverte de pierres taillées et polies, qui étaient autant d'outils et d'armes de nos ancêtres, nous apporte la certitude d'un habitat préhistorique.

### Époque gallo-romaine
Elle est nettement précisée par l'existence de sarcophages de pierre retrouvés, dont un, près du chemin de Saint-Mard à Chepy, contenant une tête et un vase en grès. Le fait est relaté par le journal d'Abbeville du 3 juin 1845.
On situe d'ailleurs une voie romaine près de Saint-Mard, et rappelons que les Romains enterraient leurs morts le long de ces voies.

### Époque mérovingienne
Nous l'identifions par le cimetière mérovingien découvert lors de l'exploitation des terrains argileux de la Briqueterie. Des tombes furent mises au jour par les grutiers. Elles contenaient des armes, des ceinturons, de grosses boucles et des poteries

### Époque féodale
Chépy avait ainsi son château, son seigneur et son domaine seigneurial. Nous avons également trace de nombreux fiefs au sein même du village : fiefs Grison, des Rimeux, de Monchaux, et le plus important fief d'Émonville.
Ces fiefs étaient des terres tenues en propriété quelquefois par un seigneur comme celui d'Émonville, avec la particularité de faire redevance, soit à un autre seigneur de plus haute distinction, soit au roi lui-même.
La seigneurie de Chépy était baronnie en 1526 et fut érigée au marquisat en 1748 par Nicolas Antoine de Grouches, seigneur, chevalier, maréchal de camp et Grand-Croix de Saint-Louis.

### Époque contemporaine
En 1728, Nicolas Antoine de Grouches, marquis de Chépy, seigneur et patron d'Huppy et autres, maréchal des camps et armées du Roy et commandeur de l'Ordre royal et militaire de Saint-Louis, reçoit en don la seigneurie de Ramburelles, de sa cousine Suzanne de Gaillard Longjumeau.
Depuis 1858, la confrérie de Saint-Antoine se veut bienfaisante envers les démunis. Elle prenait autrefois en charge les obsèques des pauvres.
À partir de 1882, la commune est desservie par la gare de Chépy - Valines, située sur la ligne d'Abbeville à Eu. Elle était desservie jusqu'en mai 2018, date de la fermeture annoncée comme provisoire de la ligne..

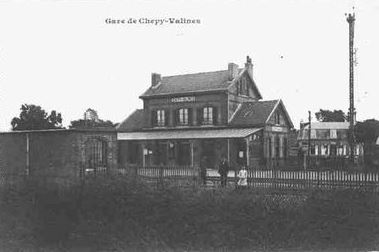
La gare au début du XXe siècle
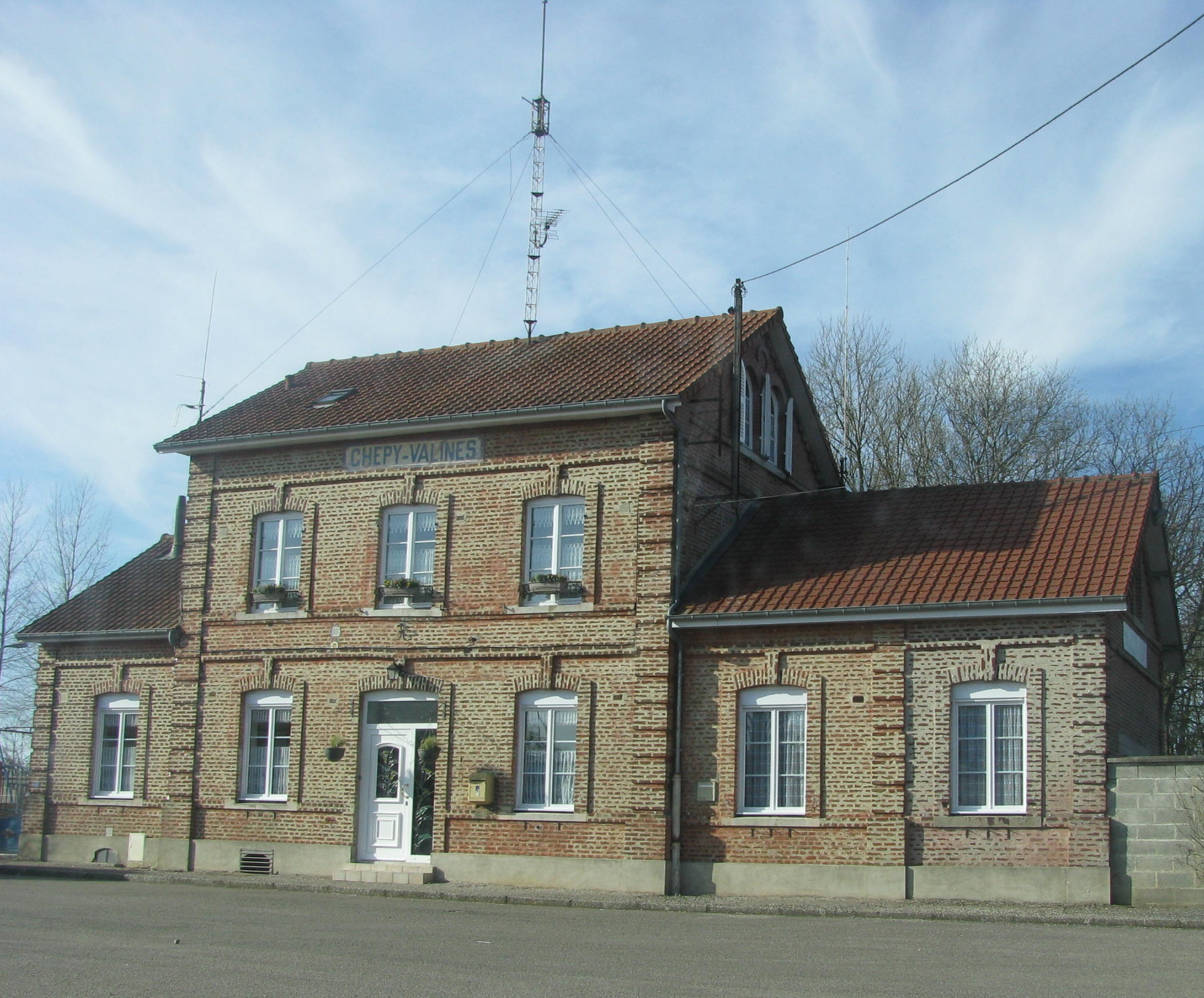
Gare de Chépy - Valines.
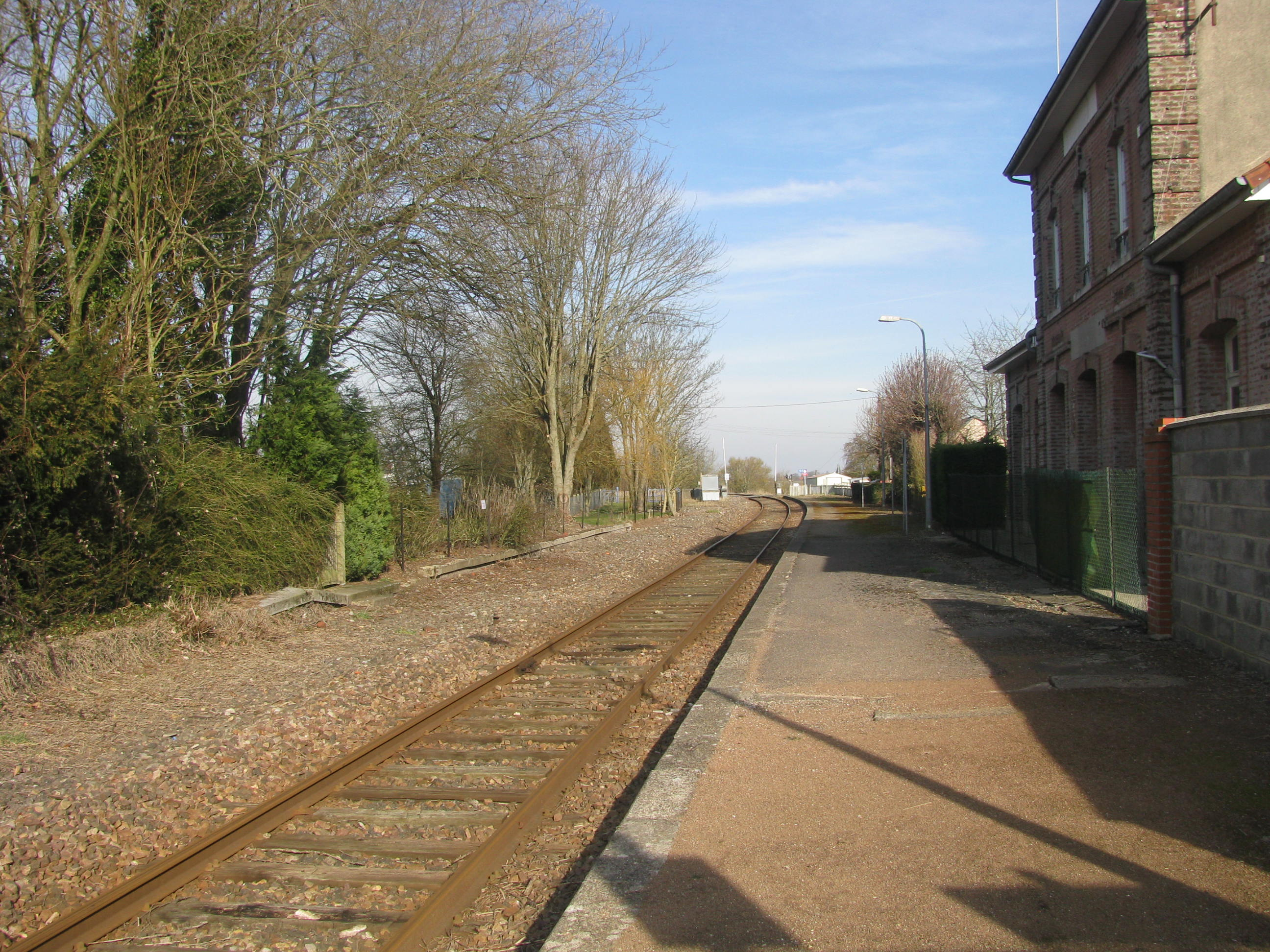
Gare de Chépy - Valines direction Abbeville.

## Politique et administration

### Découpage territorial
Le village de Chépy appartient à l'arrondissement d'Abbeville, au canton de Gamaches et à la communauté de communes du Vimeu.

### Liste des maires
| Période                                  | Période                       | Identité                         | Étiquette | Qualité                                                                                             |
| ---------------------------------------- | ----------------------------- | -------------------------------- | --------- | --------------------------------------------------------------------------------------------------- |
| Les données manquantes sont à compléter. |                               |                                  |           | |
| 1794                                     | 1794                          | Romain Vasseur                   |           | Officier public                                                                                     |
| 1795                                     | 1795                          | Leleu                            |           | Officier public                                                                                     |
| 1795                                     | 1800                          | Zacharie Beauvain                |           | |
| 1800                                     | 1817                          | François Richard Victor Crusel   |           | |
| 1817                                     | 1870                          | Louis Alexandre Modeste Demonchy |           | |
| 1870                                     | 1871                          | Alexandre Frédéric Haudréchy     |           | |
| 1871                                     | 1884                          | Charlemagne Denis                |           | |
| 1884                                     | 1892                          | Jacques Charles Emmanuel Briet   |           | |
| 1892                                     | 1896                          | Gustave Briet                    |           | |
| 1896                                     | 1902                          | Charlemagne Denis                |           | |
| Les données manquantes sont à compléter. |                               |                                  |           | |
| 1965                                     | 1971                          | André Briet                      | SFIO      | |
| mars 1971                                | mars 2001                     | Roger Castel                     | UDF       | Docteur en médecine générale, Conseiller général de Moyenneville (1984 → 1998), conseiller régional |
| mars 2001                                | mars 2008                     | Laurent Crusel                   | PS        | Enseignant                                                                                          |
| mars 2008                                | 29 mai 2012                   | Jean-Marcel Merlen               | DVD       | Secrétaire de mairie Décédé en fonction                                                             |
| 24 juillet 2012                          | juillet 2020                  | Louisette Domet                  | SE        | Éducatrice spécialisée                                                                              |
| juillet 2020                             | En cours (au 25 juillet 2020) | Denis Vandenbulcke               |           | Vice-président de la CC du Vimeu (2020 → )                                                          |

### Tendances politiques et résultats
| Scrutin              | 1er tour | 1er tour | 1er tour | 1er tour | 1er tour | 1er tour | 1er tour | 1er tour | 1er tour | 1er tour | 1er tour | 1er tour |     | 2e tour | 2e tour | 2e tour | 2e tour | 2e tour | 2e tour | 2e tour | 2e tour | 2e tour |
| Scrutin              | 1er      | 1er      | %        | 2e       | 2e       | %        | 3e       | 3e       | %        | 4e       | 4e       | %        | 1er | 1er     | %       | 2e      | 2e      | %       | 3e      | 3e      | %       |         |
| -------------------- | -------- | -------- | -------- | -------- | -------- | -------- | -------- | -------- | -------- | -------- | -------- | -------- | --- | ------- | ------- | ------- | ------- | ------- | ------- | ------- | ------- | ------- |
| Municipales 2020     |          | SE       | 45,60    |          | DVD      | 27,82    |          | DVG      | 26,57    |          |          |          |     |         | SE      | 44,50   |         | DVD     | 36,16   |         | DVG     | 19,33   |
| Départementales 2021 |          | DVG      | 32,48    |          | UCD      | 30,89    |          | RN       | 21,02    |          | UGE      | 10,19    |     | UCD     | 68,23   |         | RN      | 31,77   |         |         |         |         |
| Régionales 2021      |          | UCD      | 46,23    |          | RN       | 20,75    |          | UGE      | 13,21    |          | LREM     | 10,69    |     | UCD     | 63,69   |         | RN      | 20,62   |         | UGE     | 15,69   |         |
| Présidentielle 2022  |          | RN       | 40,28    |          | LREM     | 23,28    |          | LFI      | 11,94    |          | REC      | 5,97     |     | RN      | 62,26   |         | LREM    | 37,74   |         |         |         |         |
| Législatives 2022    |          | RN       | 30,15    |          | LR       | 28,24    |          | PCF      | 15,92    |          | LREM     | 13,59    |     | RN      | 62,84   |         | LR      | 31,76   |         |         |         |         |
| Européennes 2024     |          | RN       | 51,12    |          | RE       | 9,61     |          | LR       | 6,75     |          | PS       | 6,54     |     |         |         |         |         |         |         |         |         |         |
| Législatives 2024    |          | RN       | 51,99    |          | LR       | 25,50    |          | PCF      | 15,73    |          | HOR      | 4,64     |     | RN      | 56,64   |         | LR      | 43,36   |         |         |         |         |

### Politique de développement durable

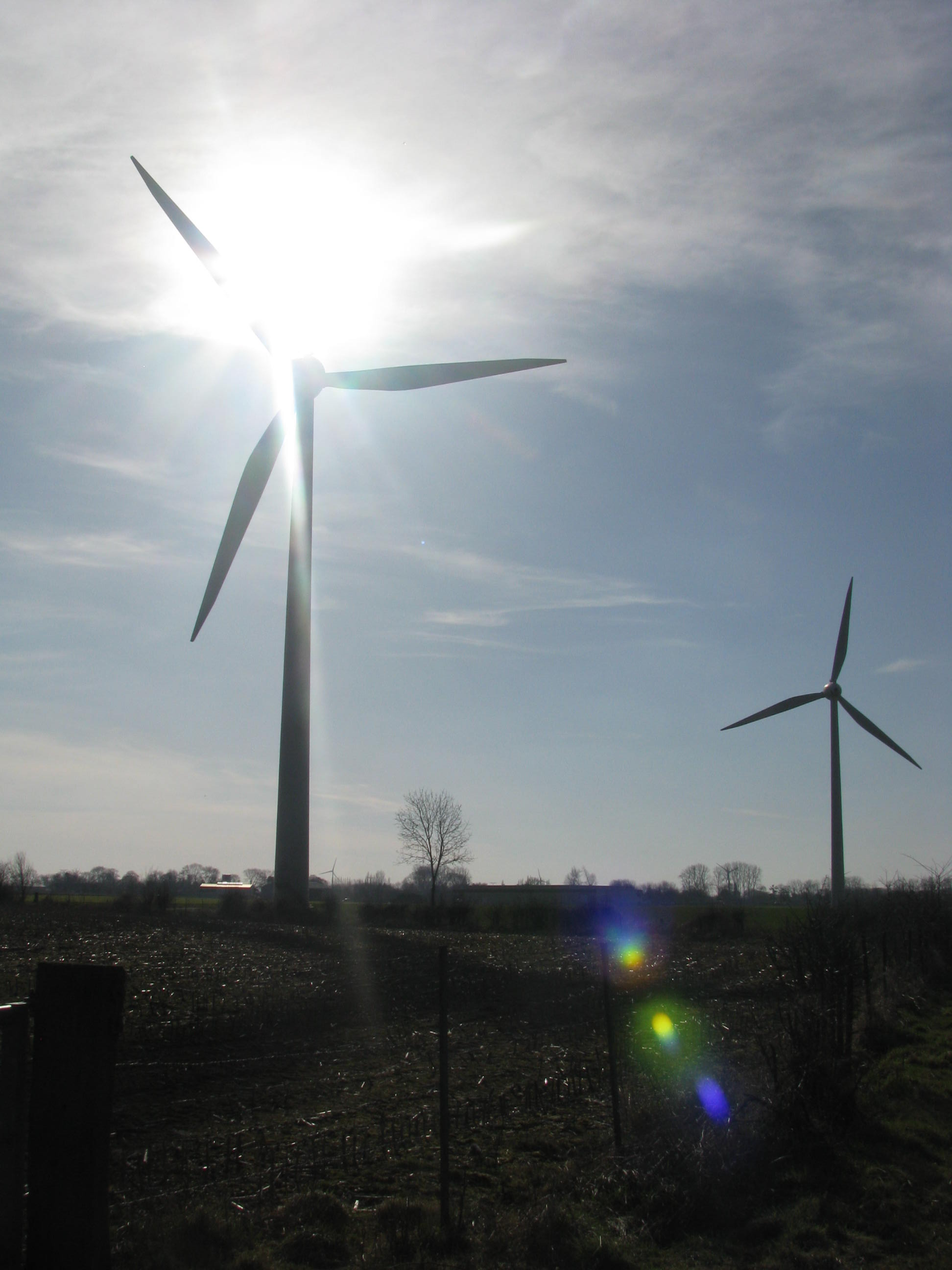
Les deux éoliennes de Chépy.

Le village de Chépy possède depuis novembre 2003 un parc éolien composé de deux éoliennes Enercon E66/2000 (puissance de 2 000 kW, diamètre de 66 m). Il est le premier parc à être implanté dans le Vimeu. Le parc produit une puissance totale de 4 000 kW et une production annuelle de 6 763 116 kWh. La hauteur des nacelles est de 65 m.

## Population et société

### Démographie
Les habitants de la commune sont appelés les Chepois.
L'évolution du nombre d'habitants est connue à travers les recensements de la population effectués dans la commune depuis 1793. Pour les communes de moins de 10 000 habitants, une enquête de recensement portant sur toute la population est réalisée tous les cinq ans, les populations de référence des années intermédiaires étant quant à elles estimées par interpolation ou extrapolation. Pour la commune, le premier recensement exhaustif entrant dans le cadre du nouveau dispositif a été réalisé en 2008.

En 2022, la commune comptait 1 212 habitants, en évolution de −4,27 % par rapport à 2016 (Somme : −1,26 %, France hors Mayotte : +2,11 %).
| 1793 | 1800 | 1806 | 1821 | 1831 | 1836 | 1841 | 1846 | 1851  |
| ---- | ---- | ---- | ---- | ---- | ---- | ---- | ---- | ----- |
| 780  | 811  | 844  | 837  | 919  | 947  | 934  | 981  | 1 036 |

| 1856  | 1861  | 1866  | 1872  | 1876  | 1881  | 1886  | 1891 | 1896 |
| ----- | ----- | ----- | ----- | ----- | ----- | ----- | ---- | ---- |
| 1 028 | 1 070 | 1 122 | 1 088 | 1 070 | 1 067 | 1 023 | 989  | 940  |

| 1901 | 1906 | 1911 | 1921 | 1926 | 1931 | 1936 | 1946 | 1954 |
| ---- | ---- | ---- | ---- | ---- | ---- | ---- | ---- | ---- |
| 916  | 909  | 844  | 760  | 781  | 778  | 750  | 747  | 835  |

| 1962 | 1968 | 1975  | 1982  | 1990  | 1999  | 2006  | 2008  | 2013  |
| ---- | ---- | ----- | ----- | ----- | ----- | ----- | ----- | ----- |
| 878  | 860  | 1 083 | 1 227 | 1 246 | 1 277 | 1 291 | 1 295 | 1 276 |

| 2018  | 2022  | - | - | - | - | - | - | - |
| ----- | ----- | - | - | - | - | - | - | - |
| 1 237 | 1 212 | - | - | - | - | - | - | - |

### Enseignement

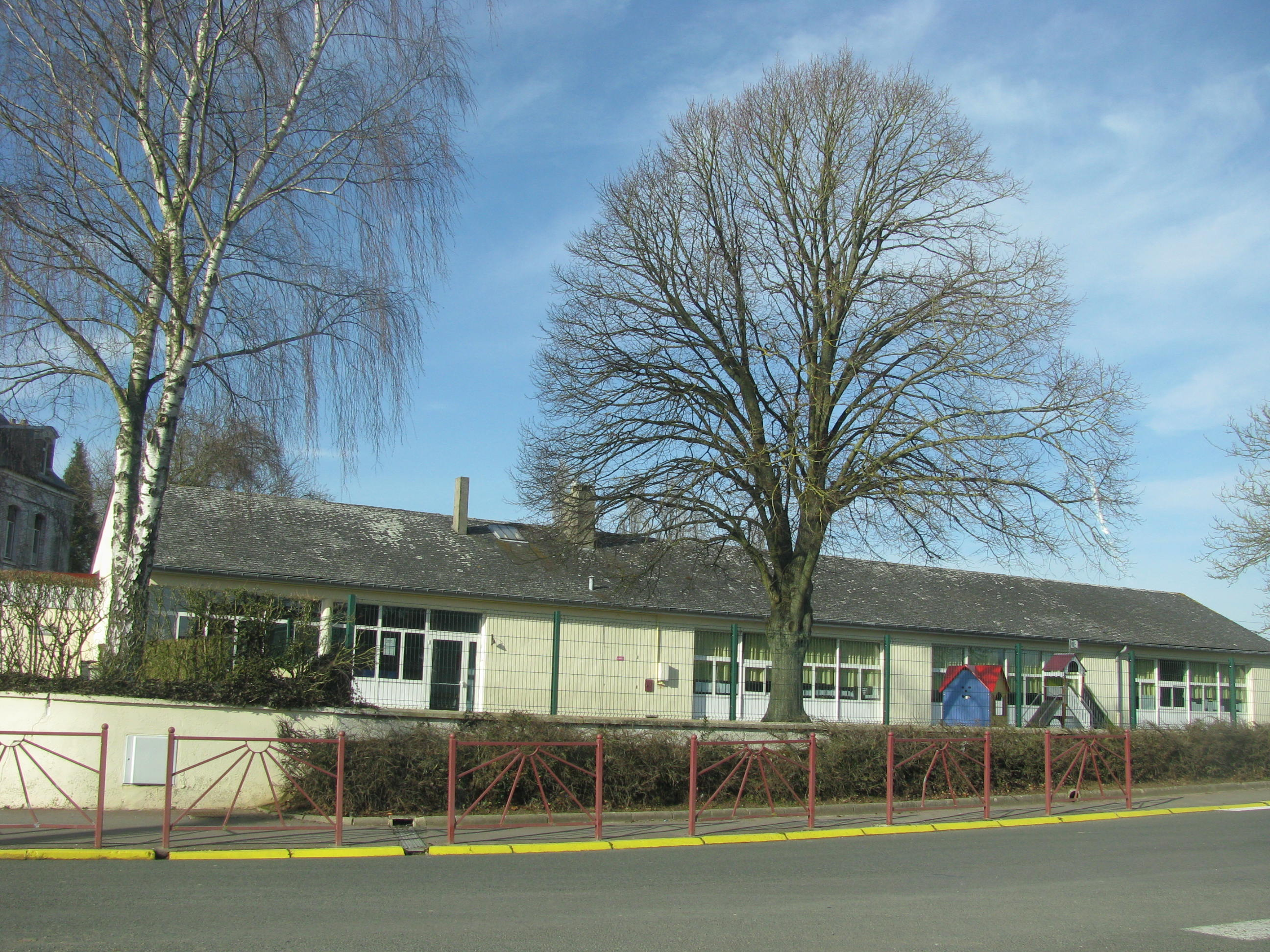
École maternelle de Chépy.

L'école Camille-Claudel de Chépy accueille les enfants de la maternelle au CM2. Sur place, une restauration scolaire et une garderie municipale sont également à leur disposition.
La communauté de communes gère les transports scolaires pour le collège Gaston-Vasseur de Feuquières-en-Vimeu ainsi que pour le lycée du Vimeu de Friville-Escarbotin.
La baisse des effectifs fait passer l'enseignement primaire de cinq à quatre classes à la rentrée de septembre 2024.

### Sports
- L'Étoile Sportive de Chépy (création 1929)

Le club se compose de deux équipes seniors et de nombreuses équipes de jeunes évoluant au sein du district de la Somme.
- Judo Club Chépy (création 1977)

Le club possède une excellente renommée régionale due à la qualité de sa formation : plus d'une cinquantaine de ceintures noires depuis la création du club.
- Le Gym Club Chepois (création dans les années 1980)

Cette association propose diverses activités comme la gymnastique, la danse contemporaine, ou encore la marche à pied.
- Tennis Club de Chépy (création en 1983)

Le club possède deux courts extérieurs, un court couvert ainsi qu'une plateforme individuelle permettant aux sportifs de s'entraîner à la compétition ou à l'exercice de leur passion.

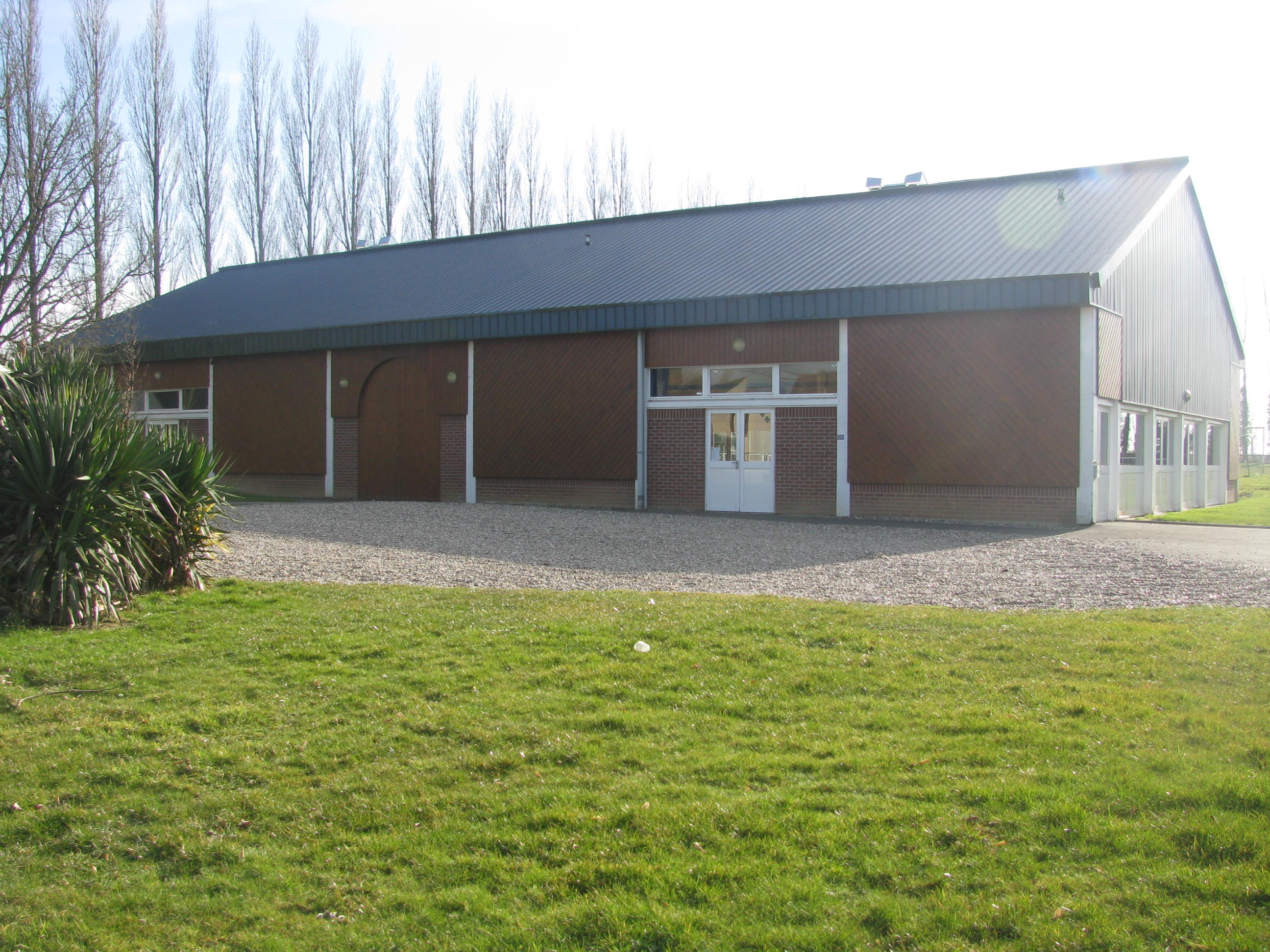
Salle des sports de Chépy.
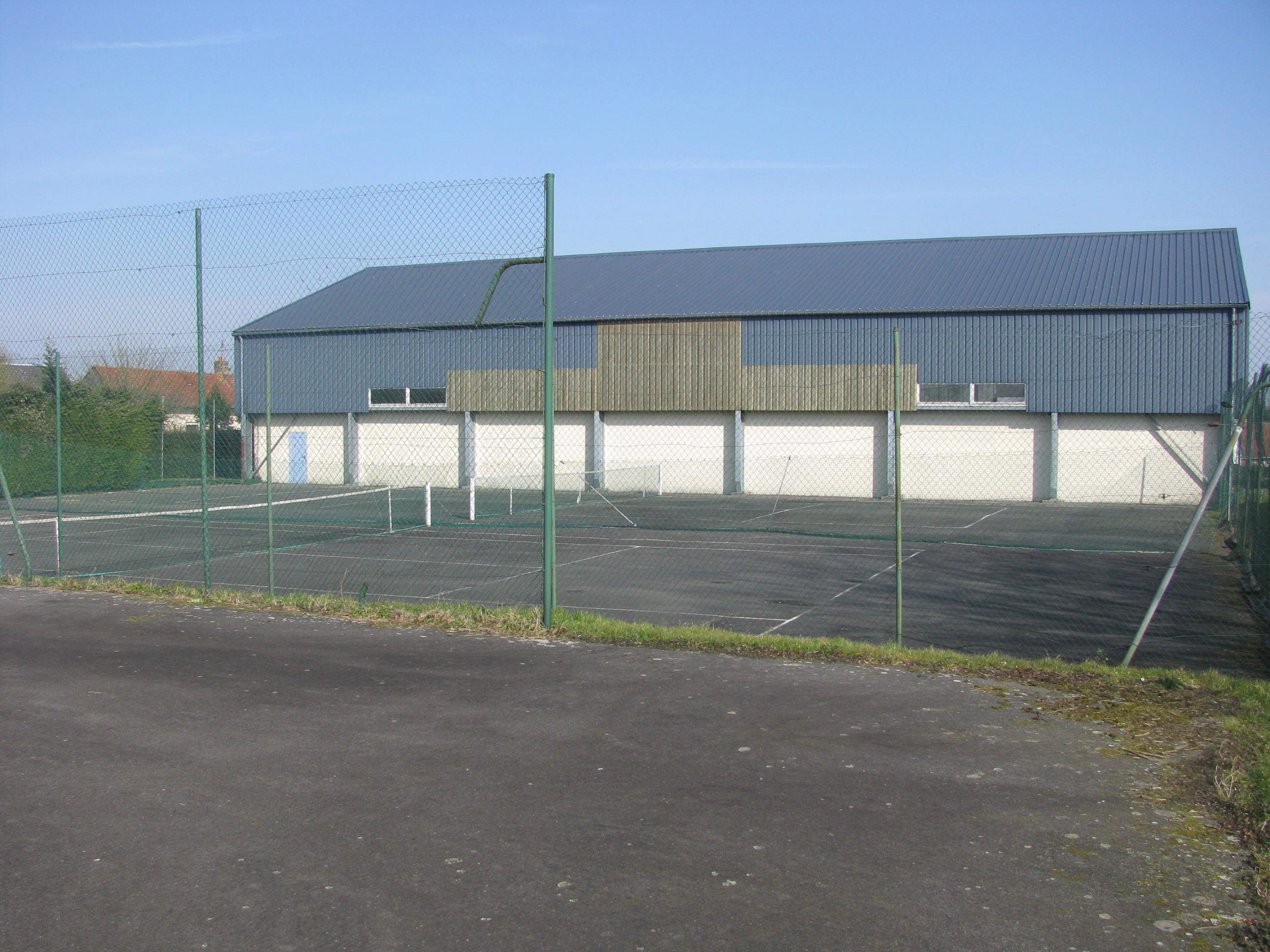
Courts de tennis.
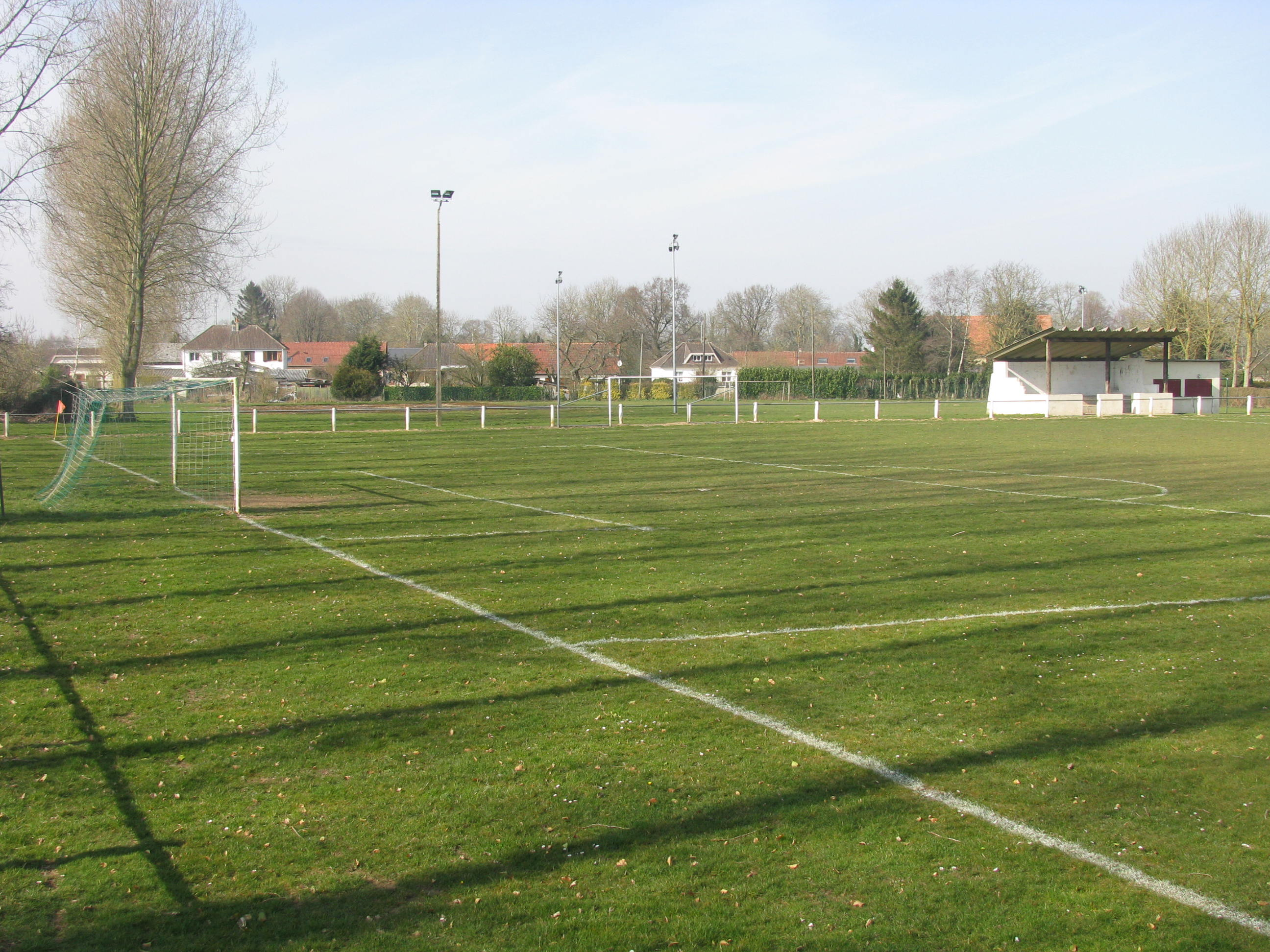
Terrain de football.

### Services et commerces

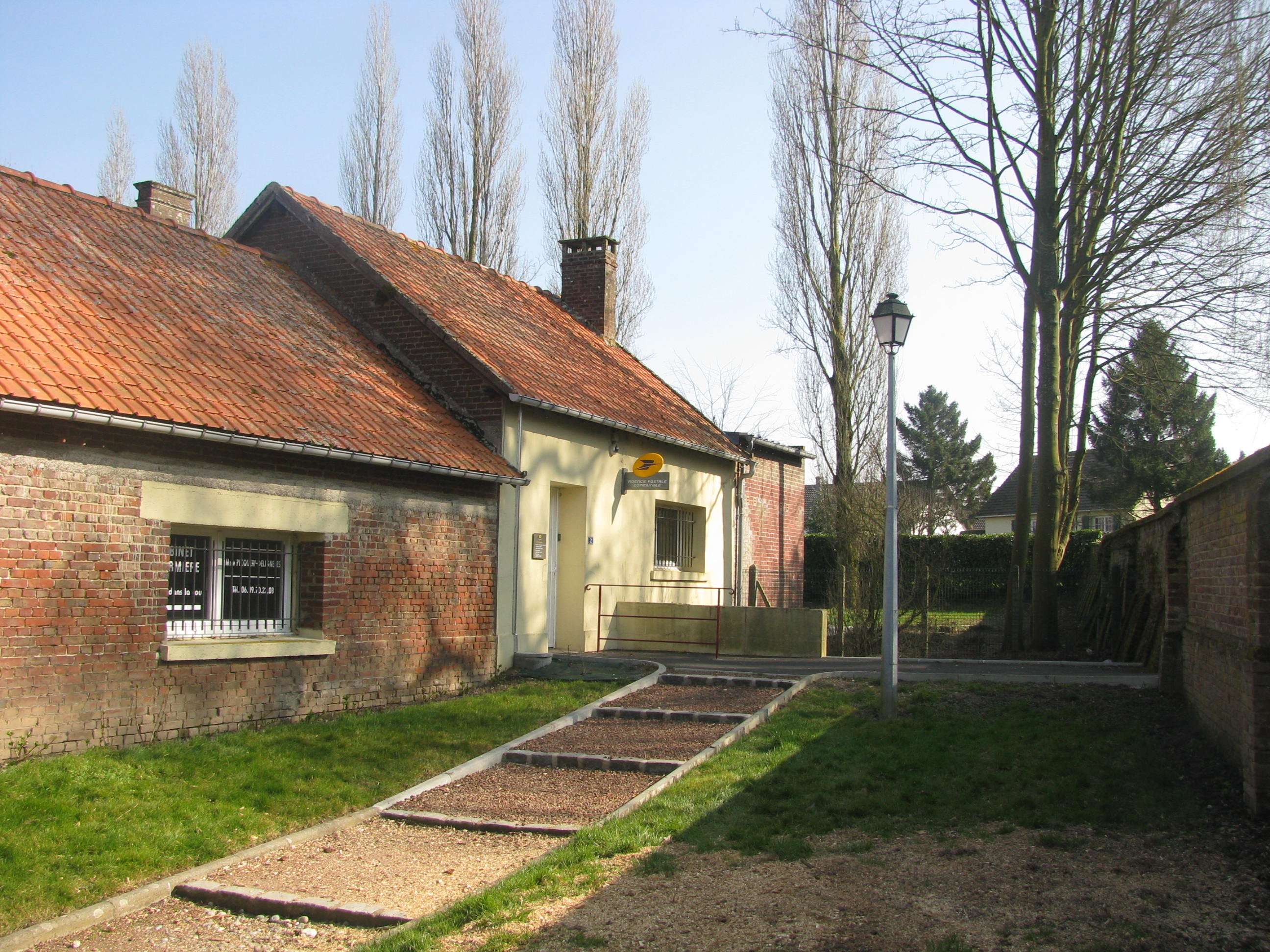
Agence postale communale de Chépy.

- Supermarché, qui a fermé en août 2019[43]

Un marché alimentaire « 100 % local » est organisé une fois par mois par le Collectif des idées qui germent, qui anime également un jardin partagé

## Économie

### Industrie

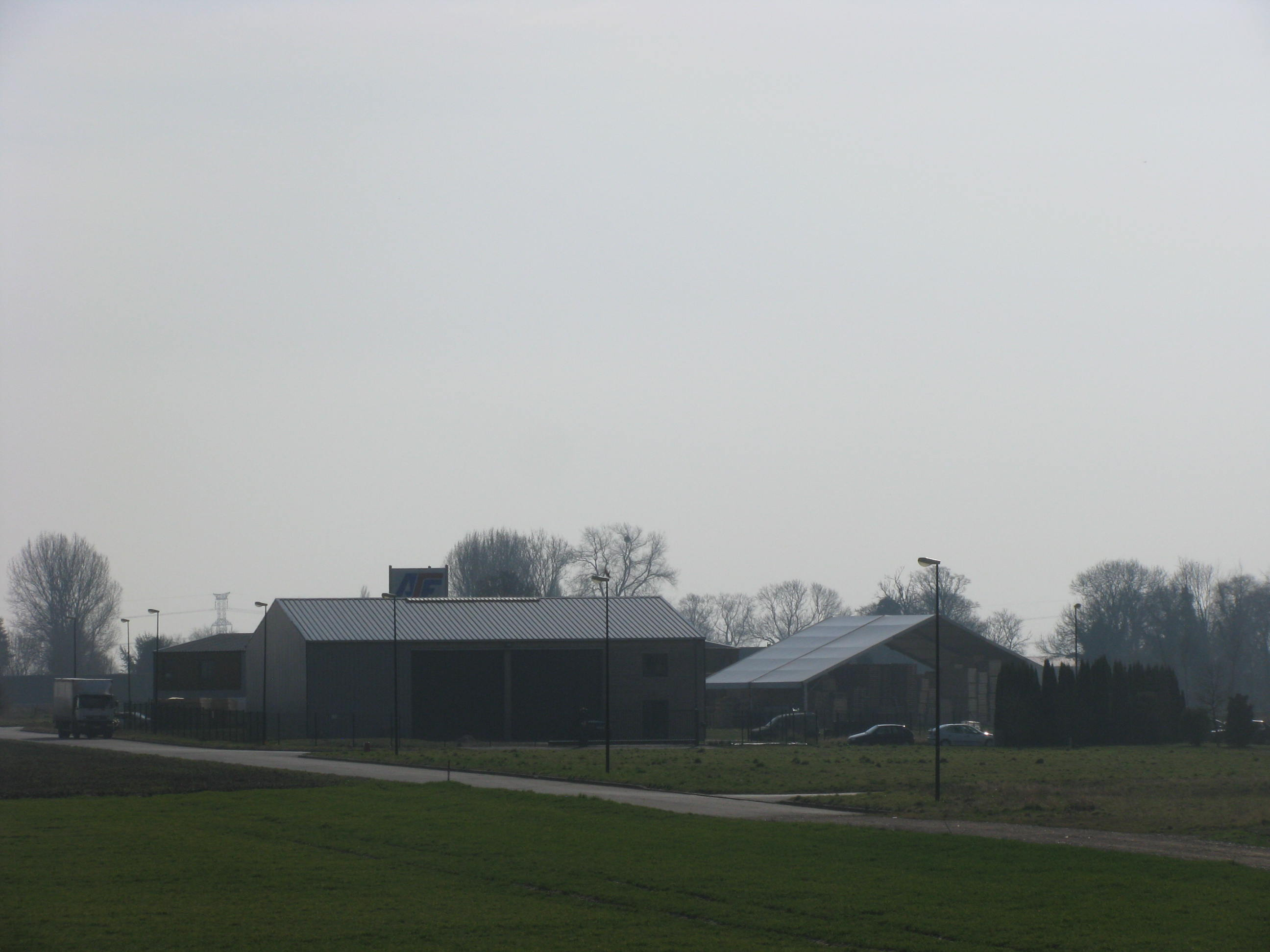
La ZI Les Hayettes.

- Hernas
- Decayeux STI
- ASE
- Polissage Blondel
- Cap Énergie Ateliers Baie

## Culture locale et patrimoine

### Lieux et monuments
- Église Saint-Pierre :
L'église Saint-Pierre, en brique et à ouvertures romanes, contient une œuvre de Gustave Riquet : La Vocation de Saint-Pierre.
Une chapelle existait déjà, et existe une trace d'une visite par l'évêché d'Amiens au XVe siècle.
C'est à partir de cette chapelle que l'église fût construite au début du XVIe siècle. Une note nous est laissée où il apparaît qu'un compromis fut passé, en 1501, entre un maçon de Chépy et les habitants du dit lieu, stipulant la pose de 120 000 briques sur des travaux déjà commencés. On y constate aussi que les habitants ont eux-mêmes participé à la fabrication des briques pour les vendre au profit de l'église.
La tradition orale voulait que ces briques fussent faites près de l'église, et que le maçon bâtisseur s'appelât François Hermel[45].
L'édifice renferme une statue de la Vierge en bois polychrome datée du XIIe siècle, classée MH[46].
- Croix et calvaires ;
La localité abrite 19 croix ou calvaires en tuf, bois, bronze ou fer. Elles ont souvent été mises en place à la fin du XIXe siècle à l'occasion d'évènements familiaux (guérison, demande de protection, soutien d'une mission...)[46]
  - Croix en tuf : 
Le Vimeu recense 48 croix en tuf[47], il n'y a pas deux croix identiques et une classification s'avère donc délicate. Néanmoins celle de Chépy présente quelques similitudes avec la croix latine : la dimension du fût ou l'axe vertical est toujours supérieure à la traverse constituée par les bras de la croix. Ce sont les croix les plus nombreuses. C'est sur ce type de croix qu'a été crucifié le Christ. Cette croix, qui a servi de support à la crucifixion de Jésus, est devenue le symbole du christianisme. Fût et traverse peuvent être carrés, ronds ou octogones.
Les croix en tuf étaient érigées à l'occasion d'événements heureux ou malheureux. Comme l'indique le dessin de la bibliothèque d'Abbeville (1884), la croix était érigée sur le chemin d'Aigneville, avant d'être déplacée au carrefour actuel, en 1975.
- Monument aux morts : 
Le charme de ce monument érigé en 1921, réalisé par Albert Roze, sculpteur et directeur des beaux-arts d'Amiens[48], doit beaucoup aux mosaïques de couleurs de Pierre Ansart, architecte qui a également contribué aux monuments de Cantigny et Rubempré[49]. On remarquera le motif végétal traditionnel du chêne et du laurier, symboles de la Force et de la Victoire, et le rappel des grandes batailles.

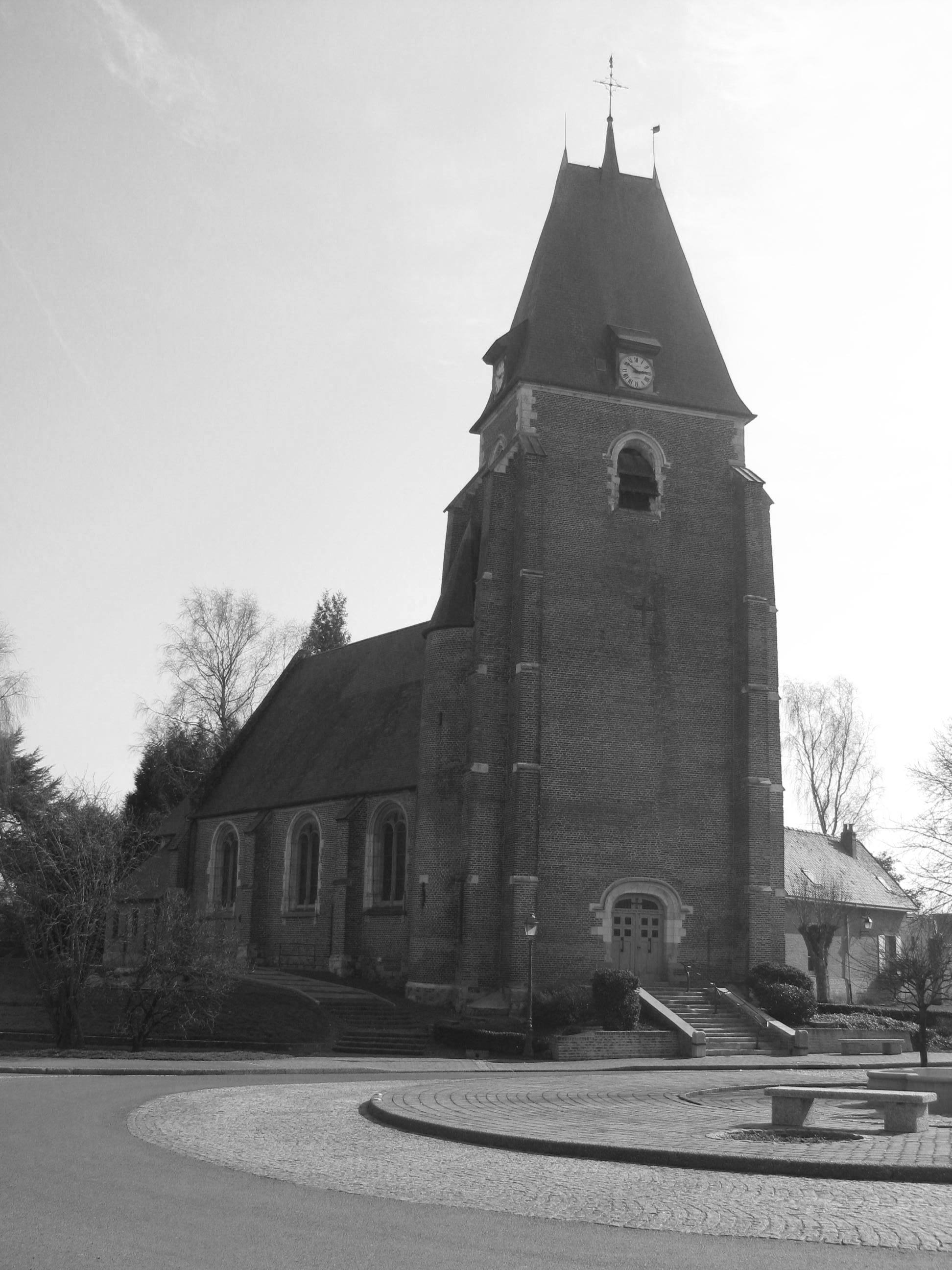
Église de Chépy.
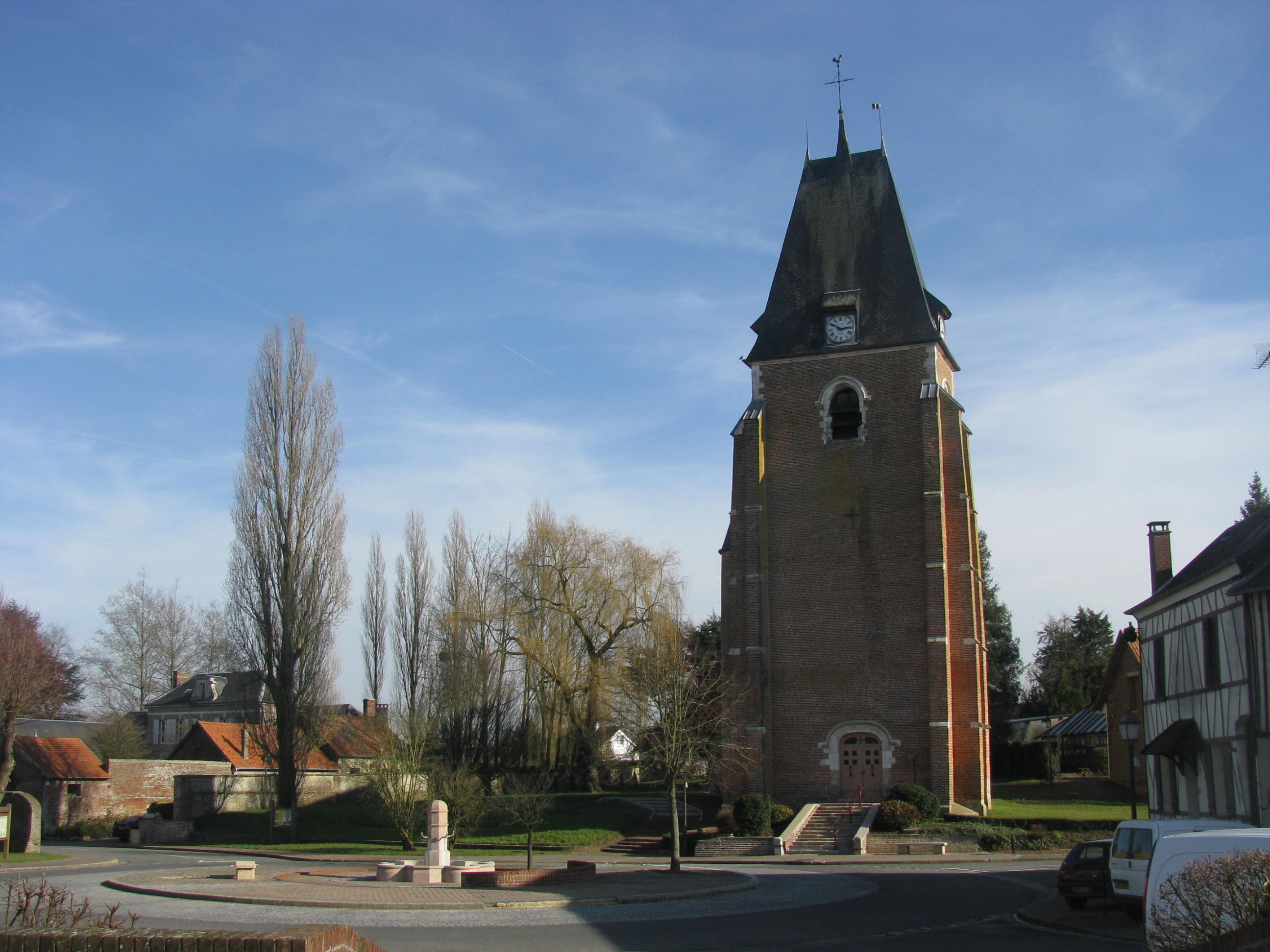
Place de la Fontaine de Chépy.
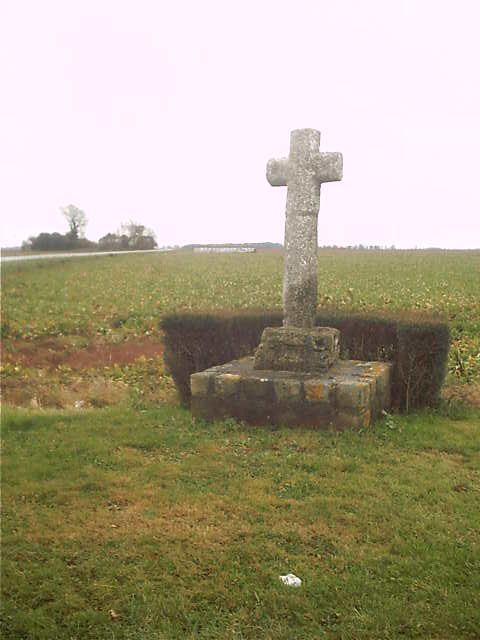
La croix en tuf au carrefour du Relais sans boire.
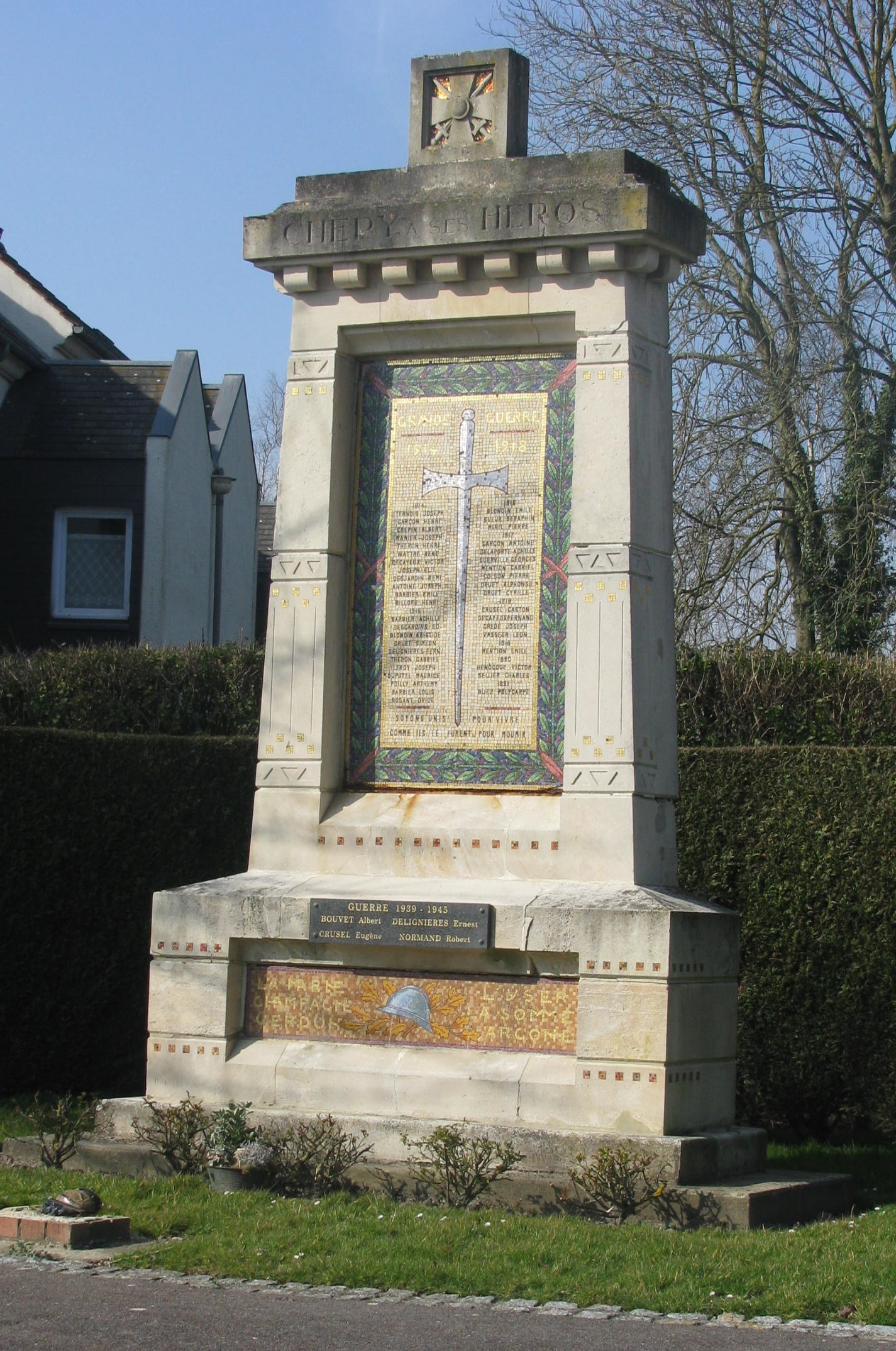
Monument aux morts de Chépy.

### Personnalités liées à la commune
- Jean de Linières, astronome du XIVe siècle, né à Chépy[50]. C'est avant 1320 qu'il composa ses Tables astronomiques et une description de l'astrolabe universel. Sa Theorica Planetarum est un exposé des mouvements des planètes tels que les figurait Claude Ptolémée. Il a également établi le catalogue des longitudes et latitudes de 116 étoiles. Sa renommée gagna Paris, Londres, Munich et Padoue où les grandes bibliothèques conservent ses manuscrits.
- Nicolas Antoine de Grouches (1668-1751), marquis de Chépy, maréchal des camps et armées du roi, inhumé à Huppy, une rue porte son nom.
- Gilbert Hecquet dit « Gilbert Richard », petit-fils du docteur Cyrille Hecquet, producteur-animateur de télévision, né à Chépy le 14 décembre 1928.
- Jean Philippe Dekester, fondateur de wwedestiny.com, vit à Chépy[réf. nécessaire].

### Héraldique
|  | Les armes de la commune se blasonnent ainsi : d'or aux trois fasces de gueules. Il s'agit de celles de la famille de Grouches, marquis de Chépy. |

## Pour approfondir